# تيد غراي (لاعب كرة قاعدة)
تيد غراي (بالإنجليزية: Ted Gray)‏ هو لاعب كرة قاعدة أمريكي، ولد في 31 ديسمبر 1924 في ديترويت في الولايات المتحدة، وتوفي في 15 يونيو 2011 في دلراي بيتش في الولايات المتحدة.

## وصلات خارجية
- تيد غراي على موقعبيزبول رفرنس.كوم (الدوري الرئيسي) (الإنجليزية)
- تيد غراي على موقع مشجعي الرسوم البيانية (الإنجليزية)